# Abel da Silva Gomes
Abel da Silva Gomes é um político guineense, deputado eleito à Assembleia Nacional Popular na X Legislatura e Ministro da Agricultura e Desenvolvimento Rural no Governo liderado por Nuno Nabian.

## Biografia
Fo curso intensivo na gestão partidária e estatal na academia superior de ciências políticas e gestão social junto do partido comunista da Bulgária. Foi dirigente do PAIGC e eleito duas vezes deputado na lista dos libertadores (1994 e 2014) antes de ter sido expulso das fileiras do partido libertador. Desempenhou várias funções a nível da Assembleia Nacional Popular.  Foi membro fundador do Movimento para Alternância Democrática e Secretário Nacional do partido. Eleito deputado da lista do MADEM para a Xª legislatura no circulo eleitoral 21.